# Arubas Davis Cup-lag
Arubas Davis Cup-lag styrs av Arubas lawntennisförbund och representerar Aruba i tennisturneringen Davis Cup. Aruba debuterade i sammanhanget 2007 och vann Amerikazonens Grupp IV för att flyttas upp till Grupp III.